# Château Monrepos de Neuwied
Le château Monrepos est un château de style baroque situé à Neuwied dans le comté de Wied. Baptisé à l'origine « Montrepos » (de « mont du repos » en français), il a finalement pris le nom de Monrepos (de « mon repos » toujours en français). Construit entre 1757 et 1762 par le comte Jean-Frédéric-Alexandre de Wied, il a servi de résidence d'été à la famille princière au XIXe siècle. De petits ermitages ont été aménagés dans les jardins autour du château.

## Waldheim Monrepos
Le Palais des Princesses est aujourd'hui le siège du Monrepos (centre de recherche).

### Galerie de photos

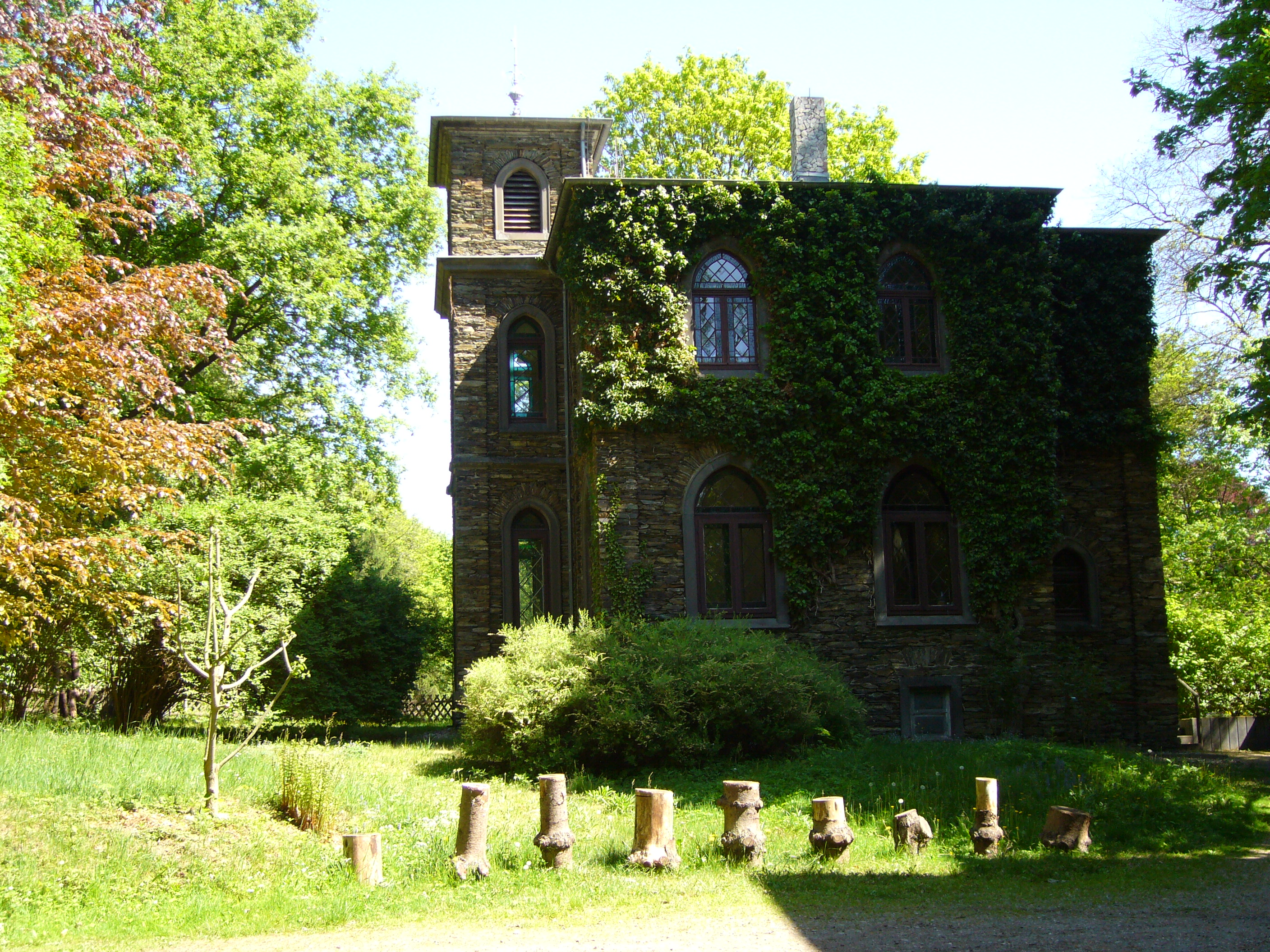
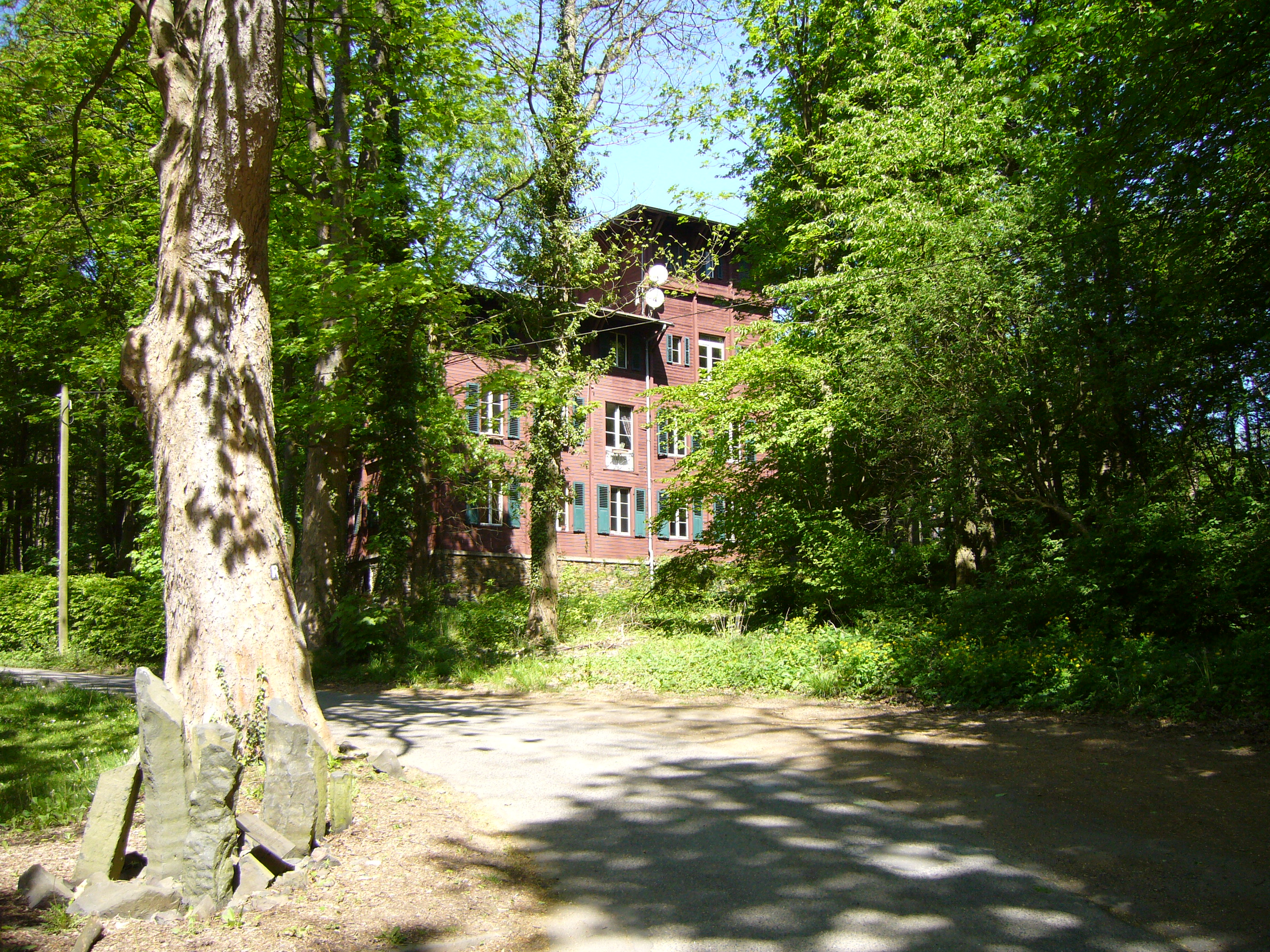

### Sources
- Albert Meinhardt, Neuwied Einst und Heute, 1995,  (ISBN 3-9803266-4-0)

- (de) Cet article est partiellement ou en totalité issu de l’article de Wikipédia en allemand intitulé « Schloss Monrepos (Neuwied) » (voir la liste des auteurs).